# Anaïs Chevalier-Bouchet
Anaïs Chevalier-Bouchet (nacida como Anaïs Chevalier, Saint-Martin-d'Hères, 12 de febrero de 1993) es una deportista francesa que compite en biatlón. Su hermana Chloé compite en el mismo deporte.
Participó en tres Juegos Olímpicos de Invierno, entre los años 2014 y 2022, obteniendo tres medallas, bronce en Pyeongchang 2018, en el relevo femenino, y dos de plata en Pekín 2022, en la prueba individual y en el relevo mixto.
Ganó siete medallas en el Campeonato Mundial de Biatlón entre los años 2016 y 2023, y una medalla de bronce en el Campeonato Europeo de Biatlón de 2015.

## Palmarés internacional
| Juegos Olímpicos   | Juegos Olímpicos            | Juegos Olímpicos  | Juegos Olímpicos |
| Año                | Lugar                       | Medalla           | Prueba           |
| ------------------ | --------------------------- | ----------------- | ---------------- |
| 2018               | Pyeongchang (Corea del Sur) | Medalla de bronce | Relevo           |
| 2022               | Pekín (China)               | Medalla de plata  | Individual       |
| 2022               | Pekín (China)               | Medalla de plata  | Relevo mixto     |
| Campeonato Mundial |                             |                   |                  |
| Año                | Lugar                       | Medalla           | Prueba           |
| 2016               | Oslo (Noruega)              | Medalla de plata  | Relevo           |
| 2017               | Hochfilzen (Austria)        | Medalla de plata  | Relevo mixto     |
| 2017               | Hochfilzen (Austria)        | Medalla de bronce | Velocidad        |
| 2017               | Hochfilzen (Austria)        | Medalla de bronce | Relevo           |
| 2021               | Pokljuka (Eslovenia)        | Medalla de plata  | Velocidad        |
| 2021               | Pokljuka (Eslovenia)        | Medalla de bronce | Persecución      |
| 2023               | Oberhof (Alemania)          | Medalla de bronce | Relevo mixto     |
| Campeonato Europeo |                             |                   |                  |
| Año                | Lugar                       | Medalla           | Prueba           |
| 2015               | Otepää (Estonia)            | Medalla de bronce | Relevo           |